# Viridivellus
Viridivellus, monotipski biljni rod smješten u vlastitu porodicu Viridivelleraceae, dio je reda Dicranales. Jedini predstavnik je Viridivellus pulchellum iz tropskih šuma Queenslanda u Australiji.